# Crassula ruamahanga
Crassula ruamahanga är en fetbladsväxtart som beskrevs av A.P. Druce. Crassula ruamahanga ingår i släktet krassulor, och familjen fetbladsväxter. Inga underarter finns listade i Catalogue of Life.